# Bataille de Pieve al Toppo
Guerres entre guelfes et gibelins
Batailles
1150 – 1200
- Vernavola (1154)
- Spolète (1155)
- Tortone (1155)
- Milan (1158)
- Siziano (1159)
- Crema (1159)
- Carcano (1160)
- Milan (1162)
- Prataporci (1167)
- Alexandrie (1174-1175)
- Legnano (1176)

1201 – 1250
- Calcinato (1201)
- Casei Gerola (1213)
- Cortenuova (1237)
- Brescia (1238)
- Faenza (1239)
- Giglio (1241)
- Viterbe (1243)
- Parme (1248)
- Fossalta (1249)
- Cingoli (1250)

1251 – 1300
- Bataille de Montebruno (1255)
- Cassano (1259)
- Montaperti (1260)
- Bénévent (1266)
- Tagliacozzo (1268)
- Colle (1269)
- Roccavione (1275)
- Desio (1277)
- Forlì (1282)
- Pieve al Toppo (1288)
- Campaldino (1289)

1301 – 1350
- Pavie (1302)
- La Lastra (1304)
- Milan (1311)
- Soncino (1312)
- Gaggiano (1313)
- Rho (1313)
- Ponte San Pietro (1313)
- Scrivia (1315)
- Montecatini (1315)
- Pavie (1315)
- Sestri (1318)
- Bardi (1321)
- Mirandola (1321)
- Gorgonzola (1323)
- Vaprio d'Adda (1324)
- Altopascio (1324)
- Zappolino (1325)
- San Felice (1332)
- San Quirico (1341)
- Gamenario (1345)

1351 – 1402
- Mirandola (1355)
- Casorate (1356)
- Solara (1356)
- Alexandrie (1391)
- Casalecchio (1402)

La bataille de Pieve al Toppo opposa la ville d'Arezzo à celle de Sienne le 26 juin 1288 et se solde par une victoire de la première. Plus tard dans l'histoire, Florence s'emparera de la ville, et Arezzo sera contrainte de la reprendre une fois de plus[réf. souhaitée].

## Contexte historique
Arezzo était une puissante cité-état dans l'Italie médiévale. L'opposition entre les cités s'inscrit dans le contexte d'opposition entre guelfes (faction en faveur du pape) et gibelins (en faveur de l'empereur). Arezzo est passé dans le camp gibelin depuis quelques mois et un renversement de faction, tandis que Sienne est guelfe. 
Du 1er juin au 25 juin une coalition guelfe, dans laquelle Florence mène avec les armées des villes de Lucques, Pistoie, Prato, Volterra, San Gimignano et de Sienne un siège contre la ville d'Arazzo. Face à l'échec du siège, les armées coalisées se retirent le 26 juin. Les florentins et la majorité de leurs alliés partent en direction de Montevarchi tandis que les 3 000 fantassins et 400 cavaliers de Sienne prennent la direction du Chianti en passant par Pieve al Toppo.

## La bataille
À la levée du siège, l'armée d'Arazzo se lance à la poursuite de l'armée Siennoise qu'elle encercle à Pieve al Toppo, sur l'actuelle commune de Civitella in Val di Chiana dans la province d'Arezzo. Encerclés et adossés à un secteur de marais, les siennois sont attaqués par surprise et subissent une important défaite. L'armée guelfe compte environ 500 morts dont de nombreux membres de l’aristocratie de la ville.

## Conséquences
Après la bataille de Pieve al Toppo, les vainqueurs ont incendié la ville de Civitella in Val di Chiana, détruisant ou endommageant tous les bâtiments. Dans les années qui ont suivi la bataille, la cité-état de Florence a conquis les territoires d'Arezzo dans la province de Sienne et a pris possession de la ville en 1289. Cela s'est produit à la suite de la défaite d'Arezzo par les guelfes lors de la bataille de Campaldino. Arezzo s'est retrouvée en guerre avec Florence, et la ville est tombée après une courte bataille en 1311. Pieve al Toppo est restée aux mains d'Arezzo jusqu'en 1348, date à laquelle elle est devenue le siège d'un podestat florentin.

## Postérité
Au début du siècle suivant, la bataille est mentionnée par Dante Alighieri au chant XIII de l'Enfer, première partie de la Divine Comédie : parmi les personnages rencontrés figure en effet un Lano de Sienne mort durant la bataille, et correspondant peut-être au personnage réel Arcolano da Squarcia di Riccolfo Maconi.
En 1921, à l'occasion du 600e anniversaire de la mort de Dante, une plaque commémorant la bataille est placée à Pieve de Toppo. Détruite durant la seconde guerre mondiale, elle est remplacée en 1977 par une seconde en bronze où figure ce vers de Dante : « Lano, sì non furo accorte le gambe tue alle Giostre del Toppo ».